# Smith Island (Szetlandy Południowe)

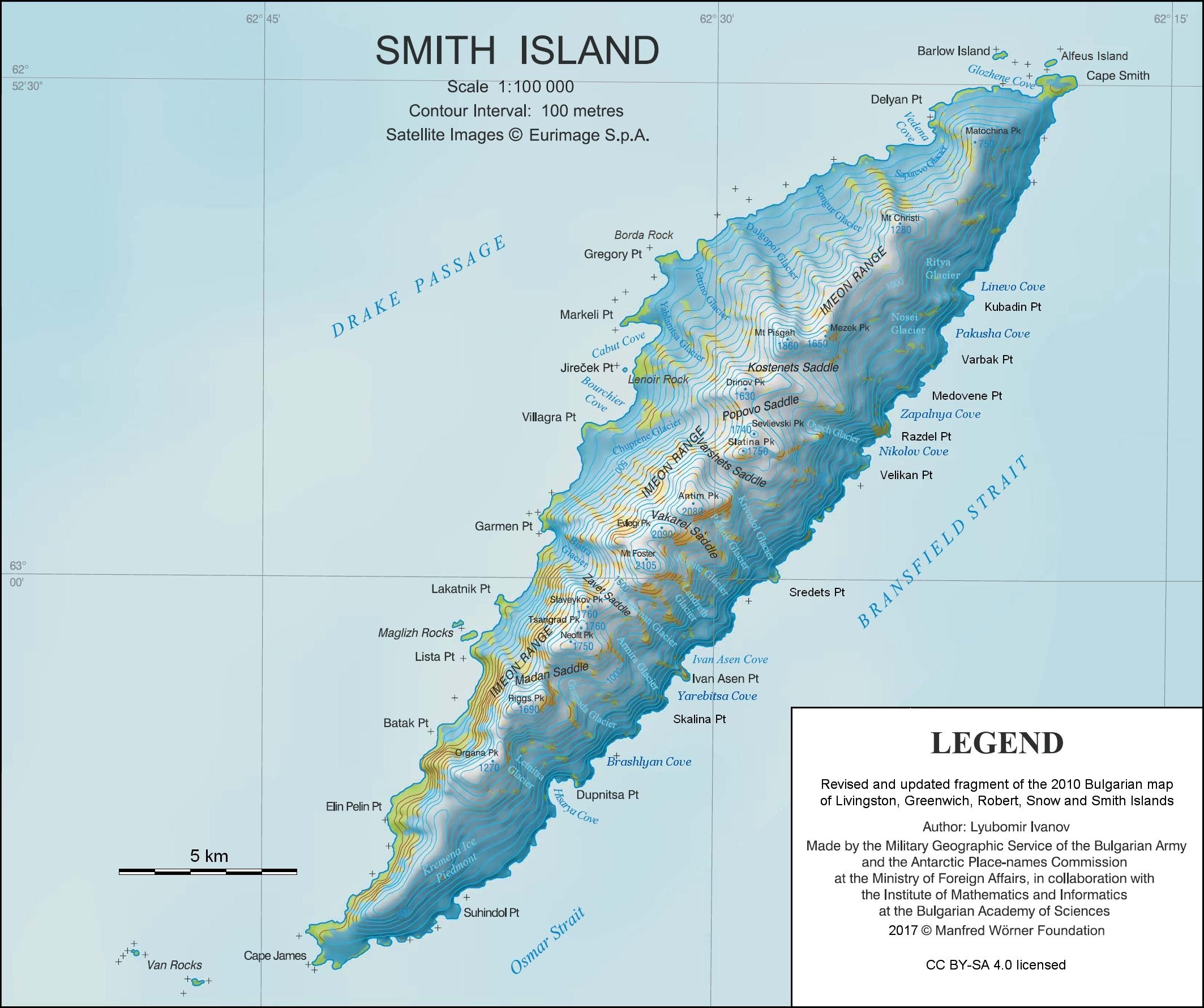
Mapa topograficzna Wyspy Smitha

Smith Island – wyspa o rozmiarach 32 km na 8 km, położona na zachód od Deception Island w archipelagu Szetlandów Południowych. Odkrycie wyspy przypisuje się kapitanowi Williamowi Smithowi, który po raz pierwszy ujrzał ją w 1819 i od którego pochodzi jej nazwa. W rosyjskiej nomenklaturze nazywana jest również Wyspą Borodino. Najwyższym szczytem Wyspy Smitha jest Mount Foster mierzący 2105 m n.p.m. W 2009 została opublikowana pierwsza dokładna mapa topograficzna wyspy.